# System dostępu warunkowego

Elementy systemu dostępu warunkowego

System warunkowego dostępu (z ang. conditional access system – CAS) – system uwierzytelniający lub rozwiązania, które powodują, że dostęp do chronionych usług nadawania radiowego lub telewizyjnego w formie zrozumiałej jest uwarunkowany posiadaniem abonamentu lub innego, uprzednio uzyskanego indywidualnego zezwolenia.
Sygnał jest szyfrowany (kodowany) i niedostępny dla nieuprawnionych osób. Aby abonent mógł odebrać i odkodować sygnał, wymagany jest set-top box zawierający moduł warunkowego dostępu.

## Systemy warunkowego dostępu
Analogowe (praktycznie już niestosowane):
- Cablecrypt
- Dalvi
- Discret
- EuroCrypt
- Luxcrypt
- Nagravision
- Videocipher
- VideoCrypt

Cyfrowe:
- Betacrypt
- BISS
- Codicrypt
- Conax
- Cryptoworks
- Digicipher
- DRE-Crypt
- Dreamcrypt
- Griffin
- Irdeto
- KeyFly
- Latens
- Mediaguard
- Nagravision
- NTL
- NDS VideoGuard
- Neotion SHL
- Omnikrypt
- PowerVu
- RAS
- Rosscrypt
- Safeview
- T-Crypt
- Viaccess
- Videoguard
- Verimatrix
- Wegener